# Mohicani
I Mohicani o Moicani (detti anche Mahican nella regione del fiume Hudson) sono una popolazione nativa dell'area dell'attuale Nuova Inghilterra, nella regione delle Green Mountains, originari delle terre lungo il fiume Hudson e successivamente migrati verso il Wisconsin. Il termine da cui deriva il nome è Muhhekunneuw, che significa "popolo del grande fiume".

## Storia
I Mohicani sono parte della grande tribù nordamericana degli Algonchini: nelle regioni tra la costa atlantica, la baia di Hudson, gli Upper Lakes del St. Lawrence e il bacino dell'Ohio erano insediate le popolazioni degli Innu (Naskapi e Neenoilno), Micmac, Abenachi, (cioè Maliseet, Passamaquoddy, Penobscot, Norridgewock, conosciuti anche come Kennebec) e Western Abnaki (quali i Pennacook), Massachusett, Wampanoag Pokanoket, Narragansett, Pequot, Mohegan, Mahican, Lenape (o Delaware), Powhatan, Shawnee, Miami, Illini, Muskwaki (c.d. "Fox"), Asikiwaki (c.d. "Sauk" o "Sac"), Kickapoo, Menominee, Potawatomi, Ojibway, Odawa, Cree, e, nella vasta regione dei Plains centrali, Nitsitapi (formati da Siksika, Kainah, Pikuni), Atsina, Arapaho, Cheyenne.
Molti di essi si stanziarono presso Stockbridge, nel Massachusetts, dopo il 1780; in questo periodo permisero ad alcuni missionari cristiani delle Chiese protestanti di vivere assieme a loro, finendo per convertirsi alla nuova religione. Appoggiarono i coloni del Regno Unito nordamericani nelle guerre contro i francesi e contro gli nativi, subirono una confisca delle terre durante la rivoluzione americana e furono spinti a trasferirsi verso il Wisconsin tra il 1820 ed il 1830. Nel Wisconsin furono inseriti in una riserva, attualmente conosciuta come la "Stockbridge-Munsee Band of Mohican Indians", poiché a Stockbridge esiste a tutt'oggi una comunità mohicana.